# Tim Bishop
Timothy Howard Bishop (ur. 1 czerwca 1950 w Southampton) – amerykański polityk, członek Partii Demokratycznej.

## Działalność polityczna
W okresie od 3 stycznia 2003 do 3 stycznia 2015 przez sześć kadencji był przedstawicielem 1. okręgu wyborczego w stanie Nowy Jork w Izbie Reprezentantów Stanów Zjednoczonych.